# Cięcina
Cięcina (deutsch Ciencina) ist eine Ortschaft mit einem Schulzenamt der Gemeinde Węgierska Górka im Powiat Żywiecki der Woiwodschaft Schlesien, Polen.

## Geographie
Cięcina liegt im Saybuscher Becken (Kotlina Żywiecka), am rechten Ufer des Flusses Soła unter den Saybuscher Beskiden (Beskid Żywiecki).
Nachbarorte sind Węgierska Górka im Westen, Przybędza und Brzuśnik im Norden, Żabnica im Süden.

## Geschichte
Cięcina ist eines der ältesten Dörfer im Saybuscher Becken.
Der Ort wurde erstmals urkundlich als Ecclesia de Czencina im Peterspfennigregister des Jahres 1358 im Dekanat Auschwitz des Bistums Krakau erwähnt. Der Name leitet sich aus dem polnischen Wort ciąć (schneiden) ab.
Politisch gehörte das Dorf ursprünglich zum Herzogtum Auschwitz, dieses bestand ab 1315 in der Zeit polnischen Partikularismus. Seit 1327 bestand die Lehensherrschaft des Königreichs Böhmen. Das Gebiet von Żywiec mit dem Dorf wurde in den 1450ern unter ungeklärten Umständen vom Herzogtum Auschwitz abgetrennt. Seit 1465 gehörte es endgültig zu Polen.
Bei der Ersten Teilung Polens kam Cięcina 1772 zum neuen Königreich Galizien und Lodomerien des habsburgischen Kaiserreichs (ab 1804).
Im Jahre 1900 hatte das Dorf Cięcina (ohne Ortsteile Przeniczyska und Węgierska Górka) 2066 Einwohner, davon 2064 polnischsprachig, 2 deutschsprachig, 2028 römisch-katholisch, 29 Juden, 9 anderen Glaubens.
1918, nach dem Ende des Ersten Weltkriegs und dem Zusammenbruch der k.u.k. Monarchie, kam Cięcina zu Polen. Unterbrochen wurde dies nur durch die Besetzung Polens durch die Wehrmacht im Zweiten Weltkrieg.
Von 1975 bis 1998 gehörte Cięcina zur Woiwodschaft Bielsko-Biała.

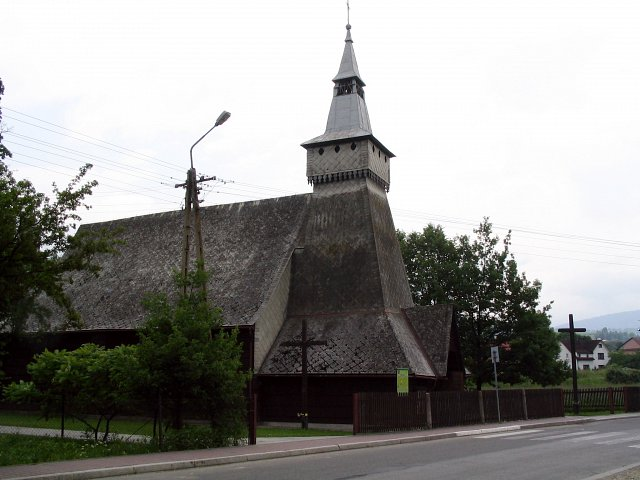
Katholische Holzkirche in Cięcina

## Sehenswürdigkeiten
- Katholische Holzkirche (1542)

## Persönlichkeiten
- Bernhard Poether (1906–1942), Polenseelsorger und Glaubenszeuge gegen die NS-Diktatur, war 1935 und 1936 Kaplan in Cięcina.
- Anna Gębala-Duraj (* 1949), Skilangläuferin